# Nestopia
Nestopia é um emulador open source da NES/Famicom escrito em C++. Ele é projetado para emular o hardware com a maior precisão possível. Originalmente apenas para Windows, Nestopia foi portado para o Mac OS X e Linux.

## Características
Nestopia emula a CPU NES em sua velocidade exata, garantindo compatibilidade total com softwares que usam se baseiam na freqüência do processador. Outros recursos incluem:
- Suporte a Famicom Disk System .
- Suporte a Datach Joint Rom System
- Suporte a  VS. UniSystem.
- Suporte a NSF.
- Wave-precisas de vídeo emulação.
- Suporte a Savestate.
- Suporte a Rebobinamento.
- Suporte a patch IPS.
- Gravação de jogo.
- Vários controles que não são padrão.
- Suporte para mais de 200 memory mappers

## Desenvolvimento e História
Nestopia foi originalmente desenvolvido para o Windows por Martin Freij. Richard Bannister e R. Belmont portaram mais tarde para Mac OS X e Linux, respectivamente.